# Phigalia
Phigalia är ett släkte av fjärilar som beskrevs av Philogène Auguste Joseph Duponchel 1829. Phigalia ingår i familjen mätare.

## Bildgalleri

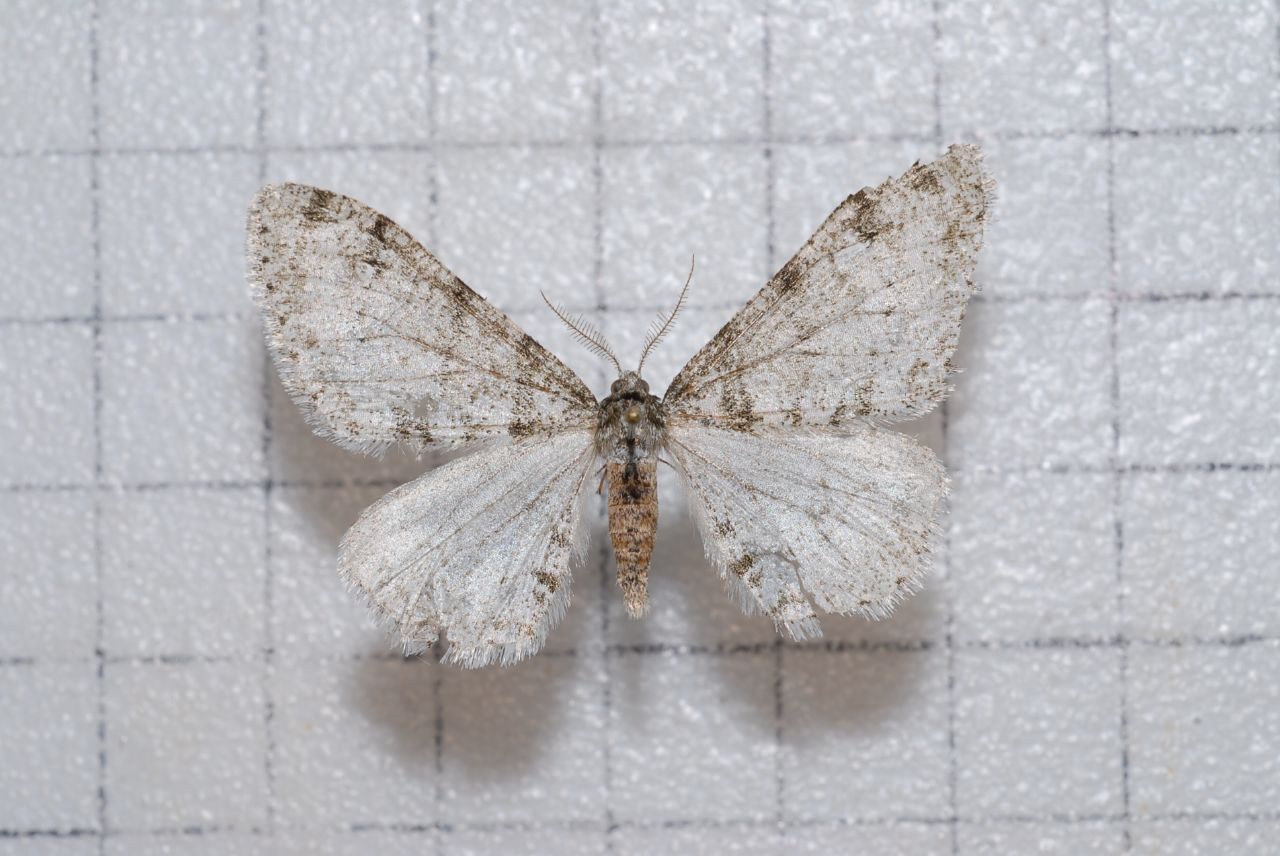
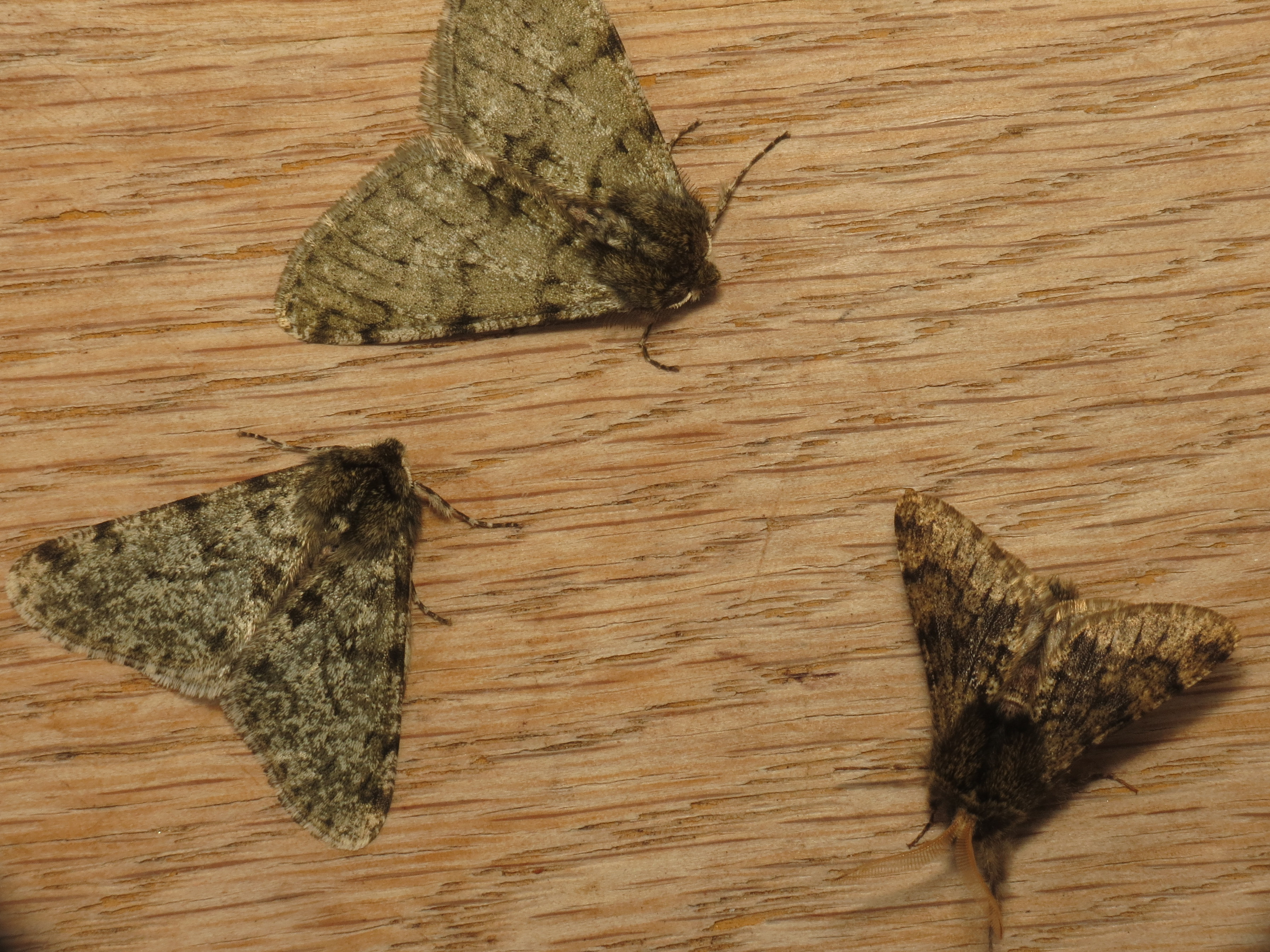
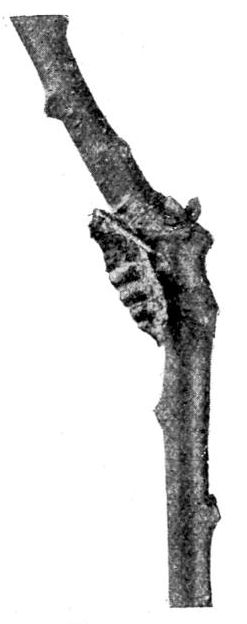
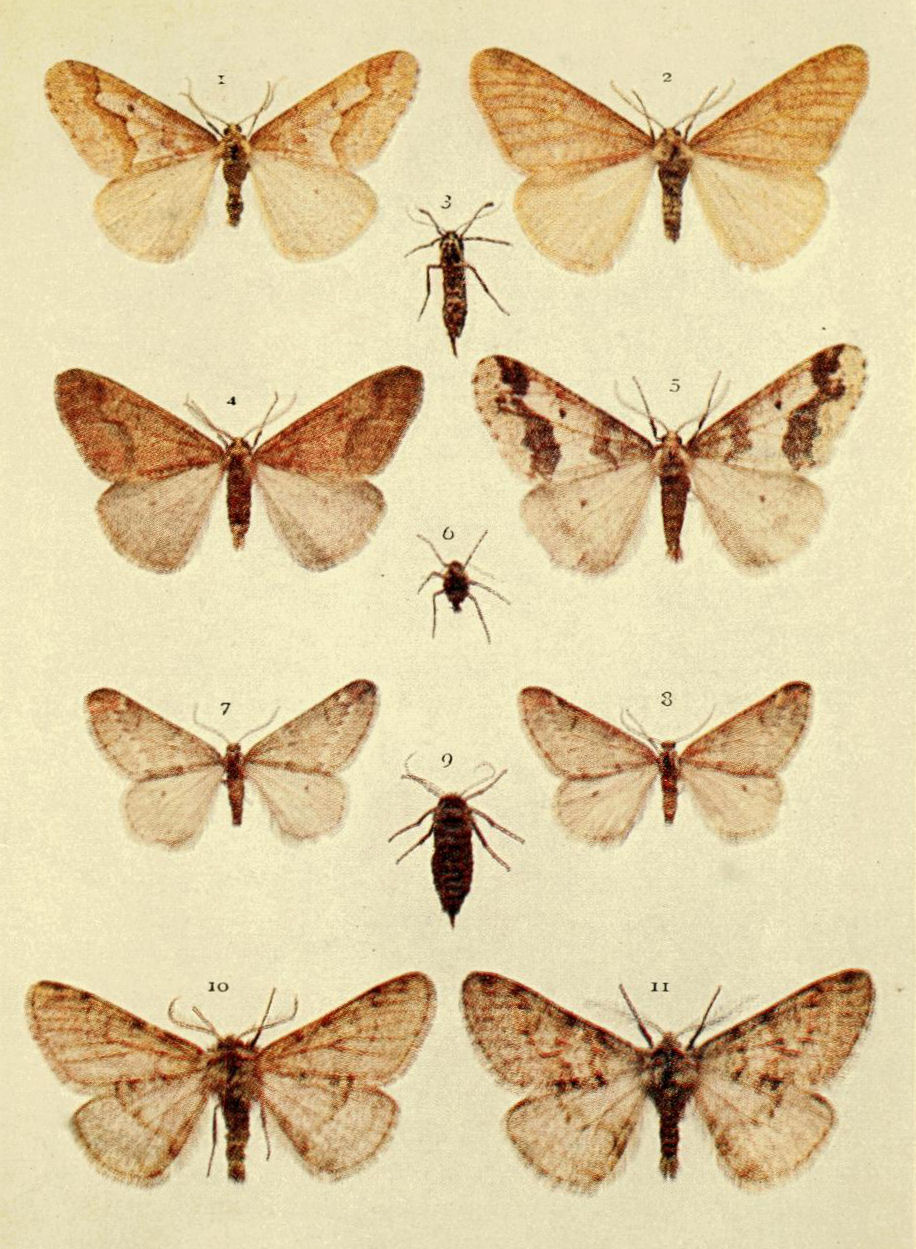
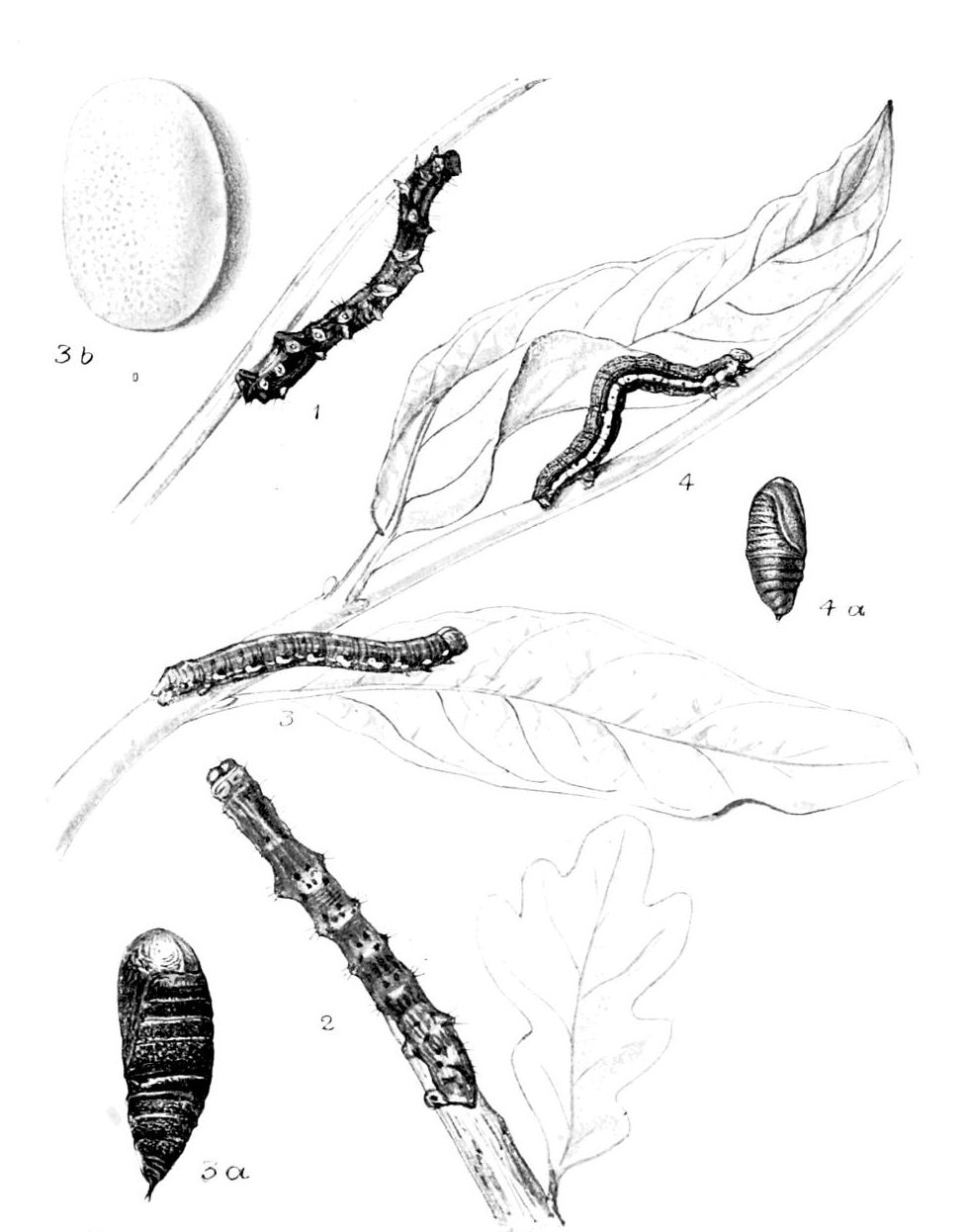
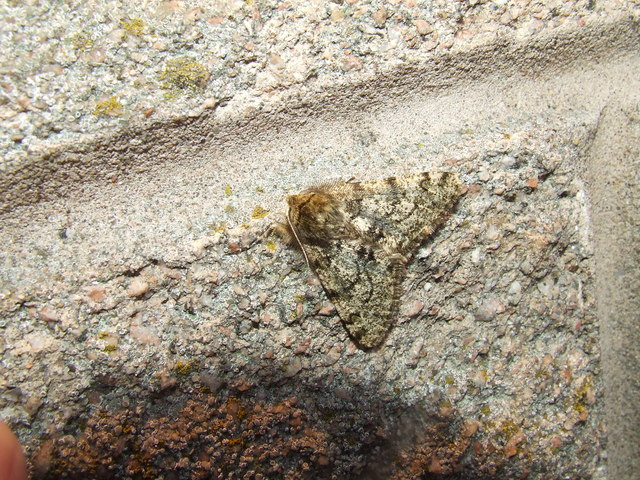

## Dottertaxa tillPhigalia, i alfabetisk ordning[1][2]
- Phigalia brunnescens
- Phigalia buckwelli
- Phigalia cinctaria
- Phigalia clausa
- Phigalia denticulata
- Phigalia deplorans
- Phigalia destrigaria
- Phigalia djakenovi
- Phigalia excentricaria
- Phigalia extinctaria
- Phigalia fasciaria
- Phigalia hyemaria
- Phigalia melanaria
- Phigalia mephistaria
- Phigalia meridionalis
- Phigalia monacharia
- Phigalia nervosa
- Phigalia nevadaria
- Phigalia obscurata
- Phigalia ochrea
- Phigalia olivacearia
- Phigalia pedaria
- Phigalia pilosaria
- Phigalia plumaria
- Phigalia revocata
- Phigalia sicanaria
- Phigalia sinuosaria
- Phigalia strigataria
- Phigalia submarginalis
- Phigalia subnigraria
- Phigalia tangens
- Phigalia titea
- Phigalia titearia
- Phigalia uniformata
- Phigalia verecundaria

## Homonym
Phigalia används för följande  homonym.
- Phigalia Chambers, 1875 synonym till släktet Elachista Treitschke, 1833